# Claudia Roth
Pour les articles homonymes, voir Roth.
Claudia Benedikta Roth, née le 15 mai 1955 à Ulm, est une femme politique allemande, membre du parti écologiste de l'Alliance 90/Les Verts (Grünen).

## Éléments personnels

### Vie professionnelle
Elle passe son Abitur en 1974 à Krumbach, puis commence des études supérieures de sciences théâtrales à l'université Louis-et-Maximilien de Munich. Elle abandonne au bout de deux semestres pour entamer une carrière de dramaturge au Landestheater Schwaben, à Memmingen. Elle la poursuit au théâtre municipal de Dortmund et l'achève au Hoffmanns Comic Theater (HCT) d'Unna.
En 1982, elle devient manager du groupe de rock Ton Steine Scherben et de son leader, Rio Reiser, démissionnant au bout de deux ans. Elle retrouve un emploi dès 1985, comme attachée de presse du groupe des Verts au Bundestag.

### Vie privée
Bien qu'elle soit née à Ulm, dans le Bade-Wurtemberg, elle a grandi à Babenhausen, dans le district de Souabe, en Bavière. Fille d'un dentiste et d'une enseignante, elle a quitté l'Église catholique car elle était opposée à la vision des femmes qu'elle prônait.

## Vie politique

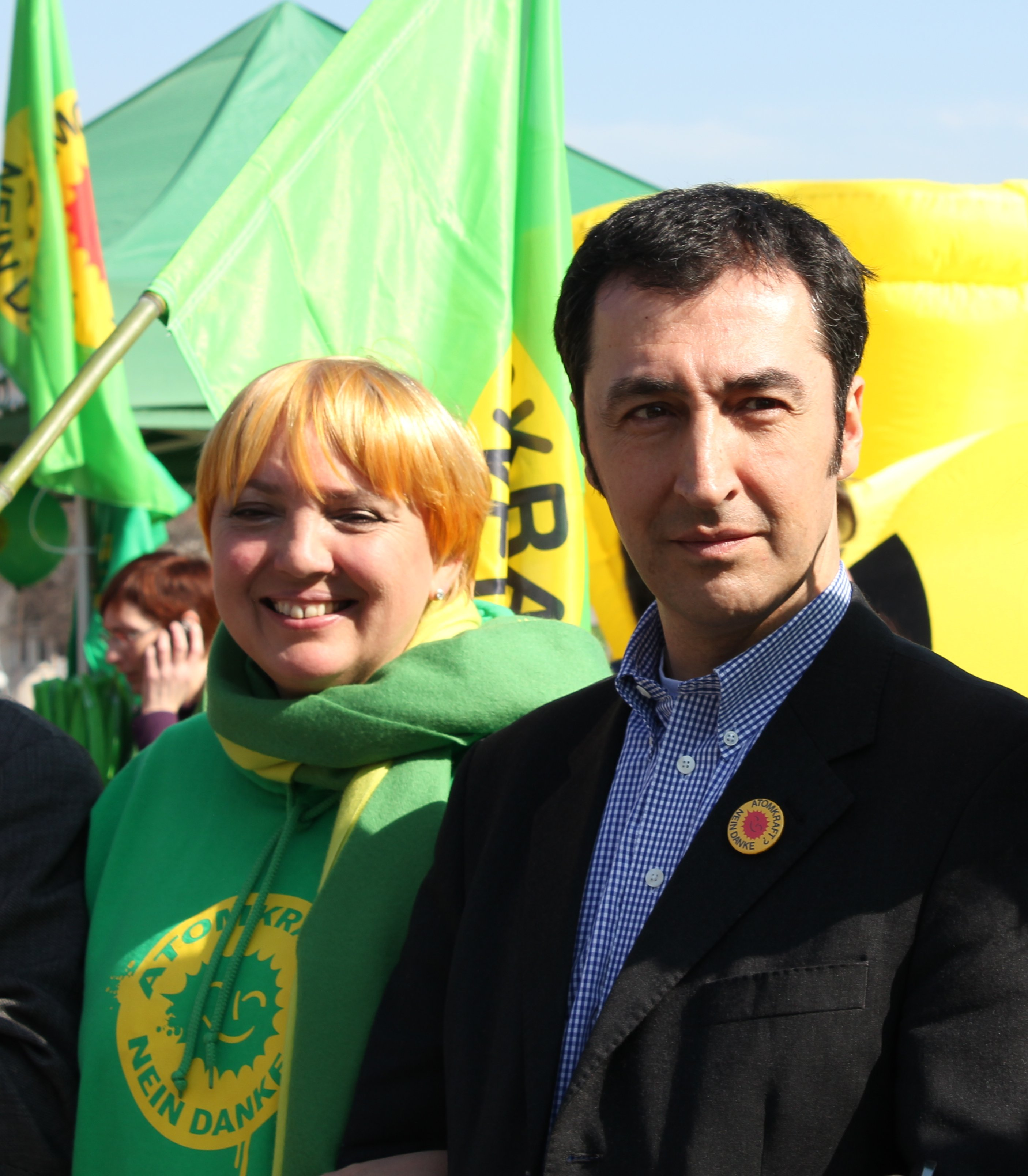
Claudia Roth et Cem Özdemir.

### Chez les Verts
Elle adhère en 1971 aux Jeunes Démocrates (de) (JD), qu'elle ne quittera qu'en 1990. À partir de 1987, elle partage ce militantisme avec celui qu'elle entreprend chez Les Verts (Die Grünen).
Elle est élue coprésidente de l'Alliance 90 / Les Verts, aux côtés de Fritz Kuhn le 9 mars 2001. Elle n'est pas en mesure de se présenter à sa succession lors de la conférence des délégués fédéraux du 8 décembre 2002, ayant été réélue députée au Bundestag et la conférence refusant de déroger au principe de non-cumul des fonctions internes et des mandats électoraux.
Toutefois, après la décision, prise le 23 mai 2003, d'assouplir cette règle de non-cumul, elle décide de concourir à nouveau pour l'un des postes de coprésidente, et se voit réélue le 2 octobre 2004, aux côtés de Reinhard Bütikofer, par 77,8 % des voix. Elle obtient un troisième mandat le 2 décembre 2006, avec seulement 66 % des suffrages, puis un quatrième le 15 novembre 2008, remportant 82,7 %. À cette occasion, Bütikofer cède sa place de coprésident à Cem Özdemir. Lors du congrès de Fribourg, le 20 novembre 2010, elle est réélue pour un cinquième mandat avec 79,3 % des voix des délégués.
Détentrice du record de longévité à la tête du principal parti écologiste allemand, elle est finalement remplacée le 19 octobre 2013 par Simone Peter.

### Députée européenne
Elle est élue députée au Parlement européen lors des élections européennes de 1989, et prend cinq ans plus tard la présidence du groupe des Verts. Elle a notamment siégé à la commission des Libertés civiles et des Affaires intérieures et à la commission des Affaires étrangères. Elle est connue pour avoir rédigé le « rapport Roth », adopté en 1994 par le Parlement et concernant l'égalité des droits pour les homosexuels. Partisane déclarée de l'adhésion de la Turquie à l'Union européenne, elle lutte également pour que plus de droits soient accordés à la minorité kurde de Turquie.

### Carrière fédérale
Elle quitte le Parlement européen en 1998, à la suite de son élection comme députée fédérale de Bavière au Bundestag où elle est aussitôt élue présidente de la nouvelle commission parlementaire des Droits humains et de l'Aide humanitaire. Elle démissionne de son mandat le 31 mars 2001, après avoir pris la direction de son parti.
Elle retrouve cependant son siège aux élections fédérales du 22 septembre 2002. En mars 2003, elle est nommée déléguée du gouvernement fédéral pour la Politique des droits humains et l'Aide humanitaire, au sein de l'office des Affaires étrangères que dirigeait à l'époque le Vert Joschka Fischer. Elle en démissionne en octobre 2004.
Réélue députée fédérale en 2005 et 2009, elle est désignée vice-présidente du Bundestag le 22 octobre 2013 en remplacement de Katrin Göring-Eckardt, titulaire de cette fonction depuis 2005 et désormais à la tête du groupe parlementaire.
En mars 2015, elle se rend à Dharamsala en Inde pour prendre part au 56e Jour du soulèvement tibétain accompagnée de Wolfgang Grader, président de Tibet Initiative Deutschland, une association allemande de soutien au Tibet. Elle a rencontré le 14e dalaï-lama à plusieurs reprises durant les 25 ans de son association à la cause tibétaine.
En décembre 2021, elle devient déléguée du gouvernement fédéral allemand pour la Culture et les Médias.